# صوفي كارستن
هيدفيج صوفي كارستن (بالسويدية: Sophie Karsten)‏ (3 سبتمبر 1783 - 25 فبراير 1862) راقصة باليه وفنانة سويدية (رسامة).
ولدت لكل من مغني الأوبرا كريستوفر كريستيان كارستن ‏ وصوفي ستيبنوفسكا ‏، وكانت شقيقة الرسامة إليزابيث تشارلوتا كارستين.
أصبحت صوفي كارستن راقصة في الباليه الملكي السويدي في دار الأوبرا السويدية الملكية في ستوكهولم . في 1805، تم تعيينها راقصة رئيس الوزراء. كانت أيضًا رسّامة نشيطة، حيث شاركت في معارض الأكاديمية الملكية السويدية للفنون في ستوكهولم بين عامي 1802 و 1804.  وكانت أعمالها الأكثر شهرة هي المناظر الطبيعية للجبال. 
تزوجت من فيليبو تاجليوني ‏ في عام 1803، وأصبحت والدة راقصة الباليه ماري تاجليوني.